# Tumin (Białoruś)
Tumin (biał. Тумін, Tumin; ros. Тумин, Tumin) – wieś na Białorusi, w rejonie kamienieckim obwodu brzeskiego, w sielsowiecie Raśna. 
Tumin położony jest niedaleko przejścia granicznego Połowce-Piszczatka.

## Historia
W okresie międzywojennym Tumin znajdował się w powiecie brzeskim województwa poleskiego II Rzeczypospolitej, najpierw w gminie Połowce, następnie (od 1928) w gminie Wysokie Litewskie. 
Po II wojnie światowej w ZSRR (BSRR).